# Financial District (Toronto)

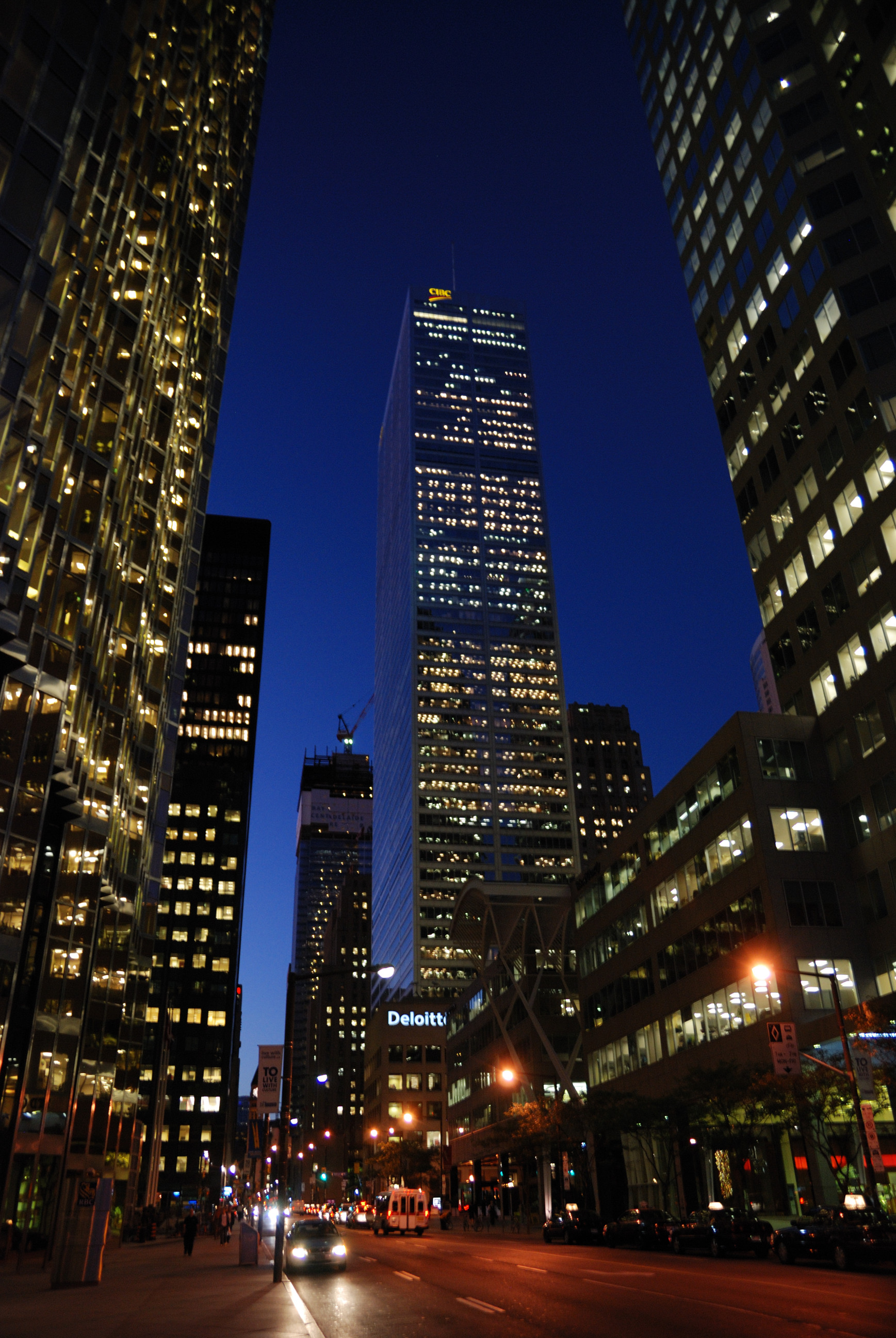
Der südliche Teil des Financial District: Bay Street in Richtung Norden

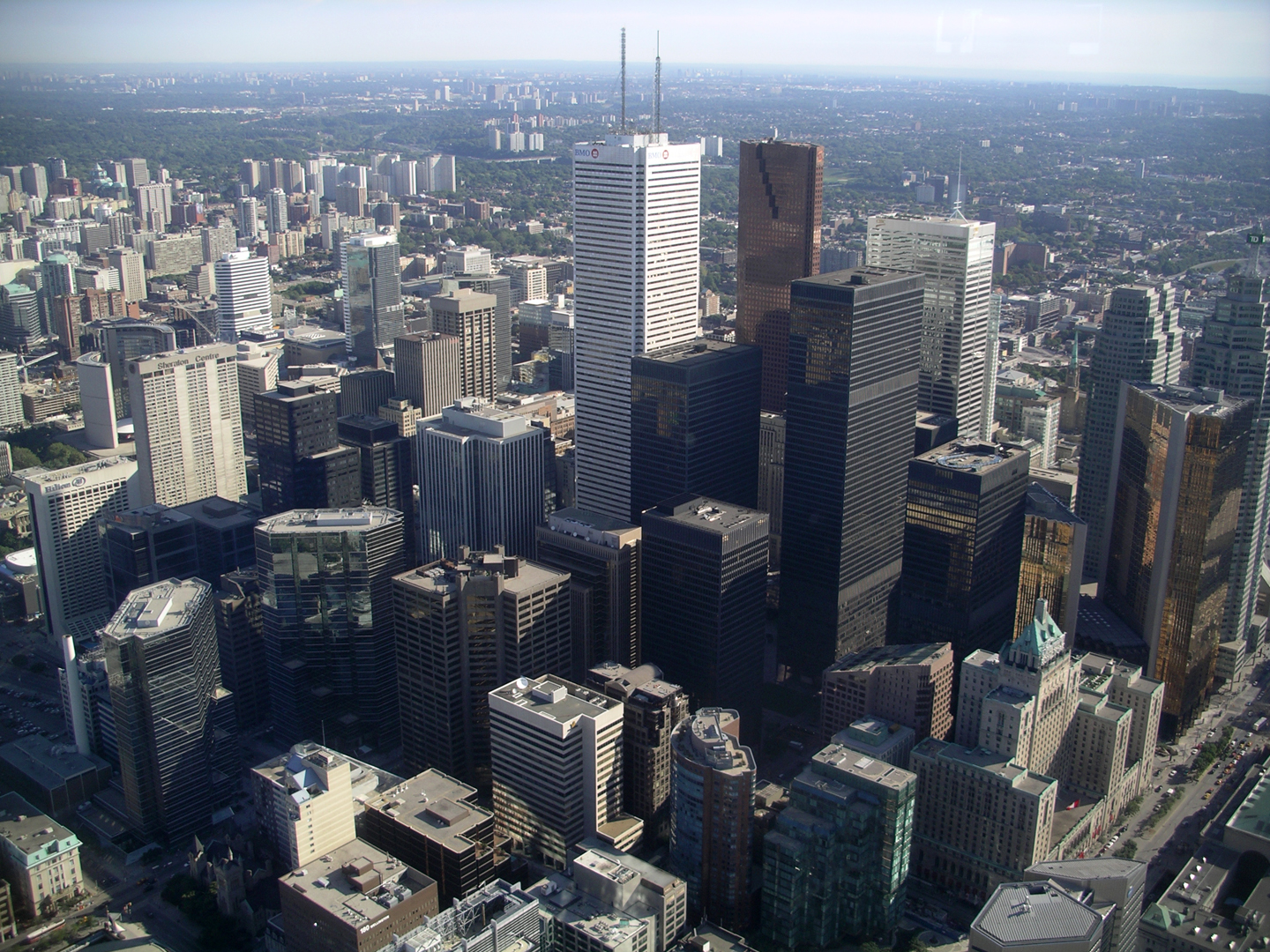
Der südliche Teil des Financial District: Bay Street in Richtung Norden

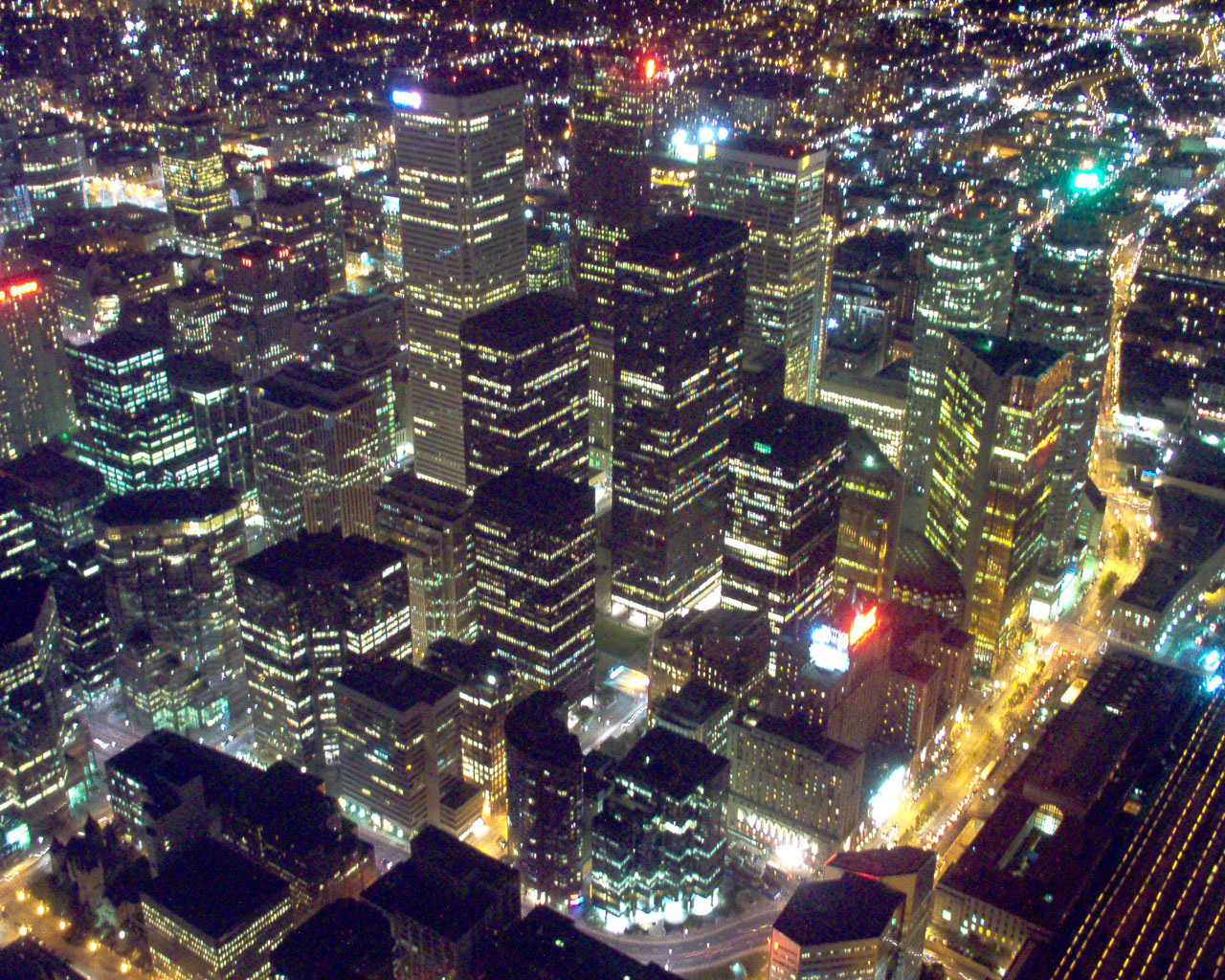
Der Financial District von Toronto bei Nacht

Der Financial District ist ein Stadtteil von Toronto, der dem Bezirk Old Toronto angehört. Ursprünglich war dieser Teil als Neustadt 1796 geplant, die eine Erweiterung der Stadt sein sollte, die damals noch York hieß. Der Financial District beherbergt die wichtigsten Finanz- und Handelsplätze Kanadas wie zum Beispiel der Toronto Stock Exchange. Der Bezirk wird im Norden von der Queen Street, im Osten von der Yonge Street, im Süden von der Front Street und im Westen von der University Avenue begrenzt. Die Kreuzung von Bay Street und King Street bildet das Zentrum.
Im Financial District befinden sich die höchsten Wolkenkratzer Torontos und ist damit der am dichtesten besiedelte Bezirk der Stadt. Die meisten der Gebäude im Financial District sind an das Tunnelsystem PATH angeschlossen. Schätzungen zufolge pendeln 100.000 Menschen aus beruflichen Gründen in diesen Bezirk. Verkehrstechnischer Knotenpunkt der Toronto Subway und der Regionalbahn GO Transit und des Schienenfernverkehrs bildet die Union Station am Südrand des Financial District.
Viele größere Banken und Finanzdienstleister haben einen Hauptsitz oder eine Niederlassung  im Financial District von Toronto u. a.: Royal Bank of Canada, Citibank Canada, Scotiabank, Brookfield Asset Management, Toronto-Dominion Bank, Shinhan Bank Canada, Société Générale (Canada), State Bank of India (Canada), Canada, UBS Bank of Canada, Bank of China (Canada).

## Diplomatische Vertretungen und Handelsorganisationen
- Konsulat von Mexiko
- Generalkonsulat der Republik Korea - Commercial Section (KOTRA)
- Generalkonsulat von Japan
- Konsulat von Malaysia
- Generalkonsulat der Dominikanischen Republik
- Taipei Economic & Cultural Office
- French Economic Commission

Weitere diplomatische Vertretungen und Handelsorganisationen befinden sich außerhalb des Financial Districts, jedoch in relativer Nähe. 